# Mordellistenula
Mordellistenula is een geslacht van kevers uit de familie spartelkevers (Mordellidae).
Het geslacht is voor het eerst wetenschappelijk beschreven in 1930 door Stshegoleva-Barovakaya.

## Soorten
Het geslacht omvat de volgende soorten:
- Mordellistenula anomala Ermisch, 1957
- Mordellistenula lacinicollis Csetó, 1990
- Mordellistenula longipalpis Ermisch, 1965
- Mordellistenula perrisi (Mulsant, 1857)
- Mordellistenula planifrons (Stshegoleva-Barovskaja, 1930)
- Mordellistenula plutonica Compte, 1970